# José Luis González (siatkarz)
José Luis González (pseud. Pepe) ur. 27 grudnia 1984 - argentyński siatkarz, grający na pozycji atakującego. W 2007 roku został powołany do kadry w ramach rozgrywek Ligi Światowej. Od sezonu 2020/2021 występuje we francuskiej drużynie Saint Nazaire VBA.

## Sukcesy klubowe
Mistrzostwo Argentyny:
- 2006

Mistrzostwo Grecji:
- 2017

## Sukcesy reprezentacyjne
Mistrzostwa Ameryki Południowej:
- 2005

Igrzyska Panamerykańskie:
- 2015